# Albertus Schultens
Albert Schultens (Groningen, 22 augustus 1686 - Leiden, 26 januari 1750) was een Nederlands oriëntalist en filoloog. Hij was verbonden aan de Universiteit Leiden.

## Leven en werk
Schultens werd geboren in Groningen, waar hij theologie en oosterse talen studeerde. Vanaf 10 september 1706 zette hij zijn oosterse talenstudies voort aan de Universiteit Leiden, zich specialiserend in het Hebreeuws en verwante talen. Zijn proefschrift Dissertatio theologico-philologica de utilitate linguae Arabicae in interpretenda sacra lingua ("Het gebruik van het Arabisch in de interpretatie van de Schrift") verscheen in 1706. Na een bezoek aan Adriaan Reland in Utrecht keerde Schultens terug naar Groningen in 1708. Na een voltooide theologiestudie keerde hij terug naar Leiden, waar hij zich focuste op de bestudering van een collectie manuscripten tot 1711, toen hij pastoor werd in Wassenaar.
In 1713 werd Schultens professor Oosterse talen in Franeker, waarna hij in 1729 terecht kwam in Leiden als rector van het collegium theologicum. In 1732 volgde zijn benoeming aan de Leidse universiteit tot gewoon hoogleraar Arabisch, dat volgens hem een noodzakelijke aanvulling was op de studie van het Hebreeuws en Hebreeuwse oudheden. Hij was de eerste vergelijkende filoloog in de semitische wereld en is bekend om zijn bijdrage aan de wetenschap op het gebied van historische verwantschap tussen het Hebreeuws en andere Semitische talen.

## Publicaties (selectie)
- Disputatio de utililale linguae Arabicae in interpreianda S. Scripiura (1706)
- Institutiones ad Fundumenta Linguæ Hebraicæ (1737)
- Origines Hebraeae (2 vols., 1724, 1738)
- Job (1737)
- Proverbs (1748)
- Vetus et regia via hebraezandi (1738)
- Monumenta vetustiora Arabum (1740)